# 1227

## Esdeveniments
- Divisió de l'Imperi Mongol en 4 parts
- Crisi del poder reial a Dinamarca
- Gregori IX accedeix al papat

Països Catalans
- Batalla del Puig de Santa Maria
- Se signa la Pau d'Alcalà.[1]

## Naixements
- 30 de setembre, Papa Nicolau IV, a Ascoli

## Necrològiques
- 18 de març, Roma, Estats Pontificis: Honori IIIpapa
- 23 de novembre, Gąsawa, Leszek I el Blanc
- 15 de desembre: Alemany d'Aiguaviva bisbe de Girona.